# Langsprietpopulierensnuitkever
De langsprietpopulierensnuitkever (Dorytomus longimanus) is een snuitkever uit de familie snuitkevers (Curculioninae). Waardplanten zijn de witte abeel (Populus alba), Populus  x canadensis en de zwarte populier (Populus nigra).

## Kenmerken
De kevers zijn 4,7 tot 7,5 millimeter lang. Ze zijn lichtbruin tot zwart van kleur en hebben dekschilden fijn gevlekt met zwart en een pronotum dat erg dicht en fijn gestippeld is. Beide lichaamsdelen zijn licht geschubd, zodat je de basiskleuring eronder nog kunt zien. De antennes, die een zeer dunne schacht hebben, en ook de poten zijn roestbruin gekleurd.
Hun slurf, die iets langer is dan hun hoofd en pronotum, is dun en naar beneden gebogen. Het middelste deel van de prothorax is fijn behaard. De mannetjes hebben, in tegenstelling tot de vrouwtjes, langere dijbenen op de voorpoten, die ook langer zijn in verhouding tot de andere dijen, waardoor de voorpoten het langste paar poten zijn. Hier dankt de soort ook zijn naam aan. Op de femora is ook een kleine, uitstekende tand te zien.

## Levenswijze
De larven boren in de mannelijke katjes, die daardoor misvormd raken en voortijdig afvallen. De larve verpopt zich daarna in de grond.